# ایوان هورباچفسکی
ایوان یاکوویچ هورباچفسکی (اوکراینی: Іван Якович Горбачевський ایوان یاکوویچ هورباچفسکی ; ۵ مه ۱۸۵۴، Zarubińce - 24 مه ۱۹۴۲، پراگ) همچنین معروف به جان هورباچفسکی، یوهان هورباچفسکی یا ایوان هورباچفسکی، شیمی‌دان و سیاستمدار برجسته اتریشی با تبار اوکراینی بود.
از ۱۸۷۲ تا ۱۸۷۸ در دانشگاه وین اتریش در رشته پزشکی تحصیل کرد. در سال ۱۸۸۳ توسط امپراتور به استادی فوق‌العاده و در سال ۱۸۸۴ به عنوان استاد عادی دانشگاه پراگ منصوب شد و مدتی رئیس همان دانشگاه بود. او به ویژه برای مشارکت‌هایش در شیمی آلی و بیوشیمی شناخته شده‌است. او اولین کسی بود که اسید اوریک را از گلیسین در سال ۱۸۸۲ سنتز کرد. او همچنین متوجه شد که آمینو اسیدها بلوک‌های سازنده پروتئین‌ها هستند. هورباچفسکی در اتریش، چکسلواکی، مجارستان و اوکراین کار کرد. زمانی که در ۳۰ ژوئیه ۱۹۱۸، ایوان هورباچفسکی، مشاور امپراتوری، با فرمان امپراتوری به عنوان اولین وزیر بهداشت امپراتوری منصوب شد، گویی سلطنت دوگانه در حال واکنش به آنفولانزای اسپانیایی بود.

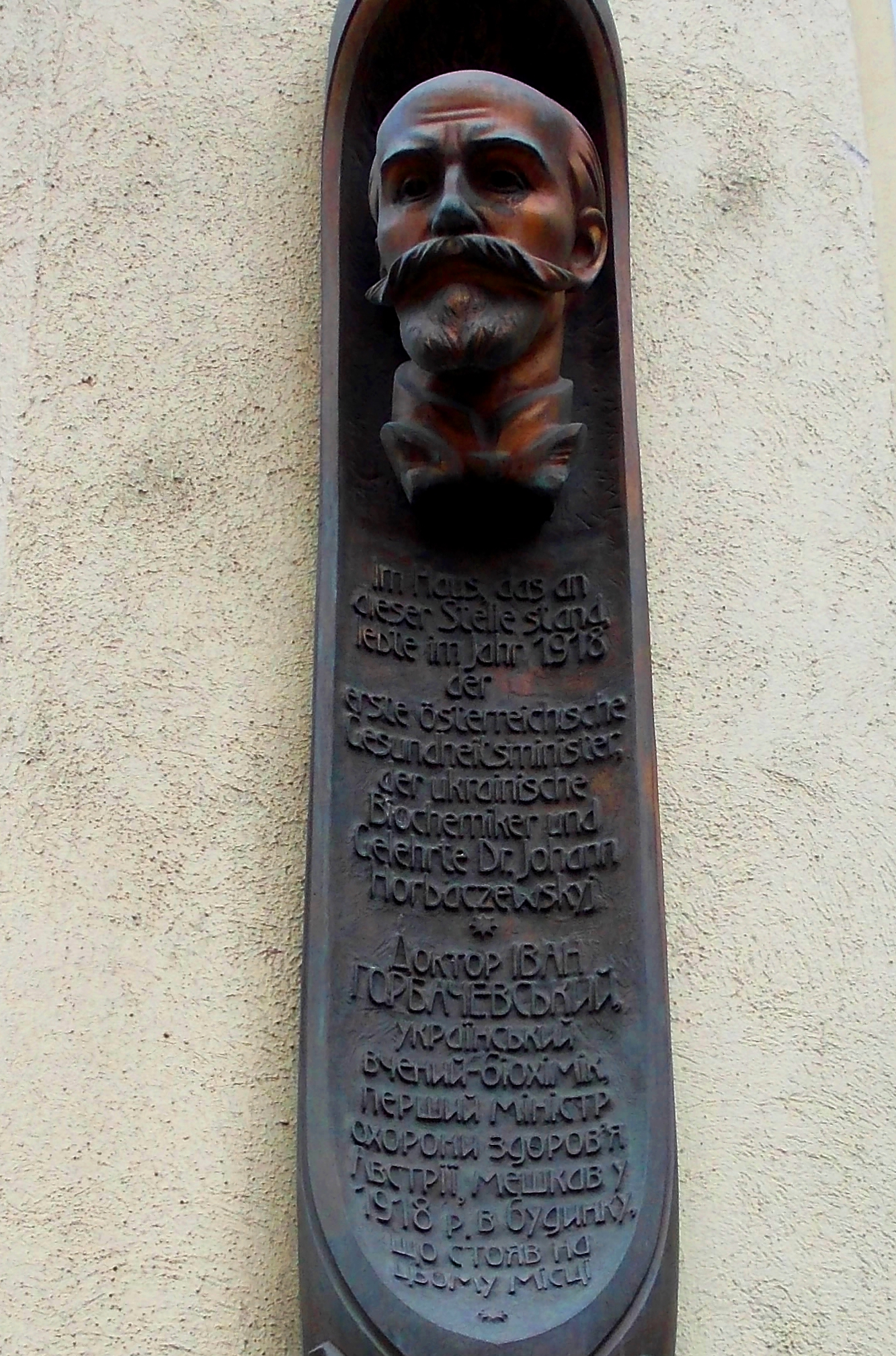
لوح یادبود ایوان هوربچفسکی در وین